# Автошлях E71
Європейський маршрут E71 — європейський автомобільний маршрут від м. Кошиці, Словаччина, до Спліта, Хорватія, загальною довжиною 970 км. Траса з'єднує центральну частину континенту з Адріатичним морем.

## Маршрут
- Словаччина
  - R4: Кошиці - Мілгость
- Угорщина
  - Траса 3: Торньшнеметі - Фельшожольца - Мішкольц
  -  Автомагістраль M30: Мішкольц - Істванмайор
  -  Автомагістраль M3: Істванмайор - Будапешт
  -  Автомагістраль M0: Об'їзд Будапешта
  -  Автомагістраль M7: Тёрёкбалінт - Надьканіжа - Летенє
- Хорватія
  - A4: Горічан - Загреб
  - A3: Об'їзд Загреба
  -  A1: Загреб - Карловаць
  - D1: Карловаць - Слунь - Грабоваць
  - D217: Грабоваць - Личко Петрово Село
- Боснія і Герцеговина
  - Ізажич - Бихач - Ужлєбич
- Хорватія
  - D218: Ужлєбич - Доній Лапаць - Шучевич
  - D1: Шучевич - Книн - Спліт

Частина траси між Бихачем і Донім Лапацем через долину Уни страждає від прикордонних суперечок і не ремонтується, тому використання хорватської траси D1 до Шучевича виправдано. Цей відрізок може бути виключений в майбутньому з траси E71, а  E761 продовжена до Грабоваця . E71 за планом повинна йти тільки по Хорватії, без заїзду на територію Боснії та Герцеговини.